# North Prairie (Wisconsin)
Pour les articles homonymes, voir North Prairie.
North Prairie est un village du comté de Waukesha, dans l'État du Wisconsin, aux États-Unis. En 2020, il comptait une population de 2 202 habitants.